# 洋梨のベルエレーヌ

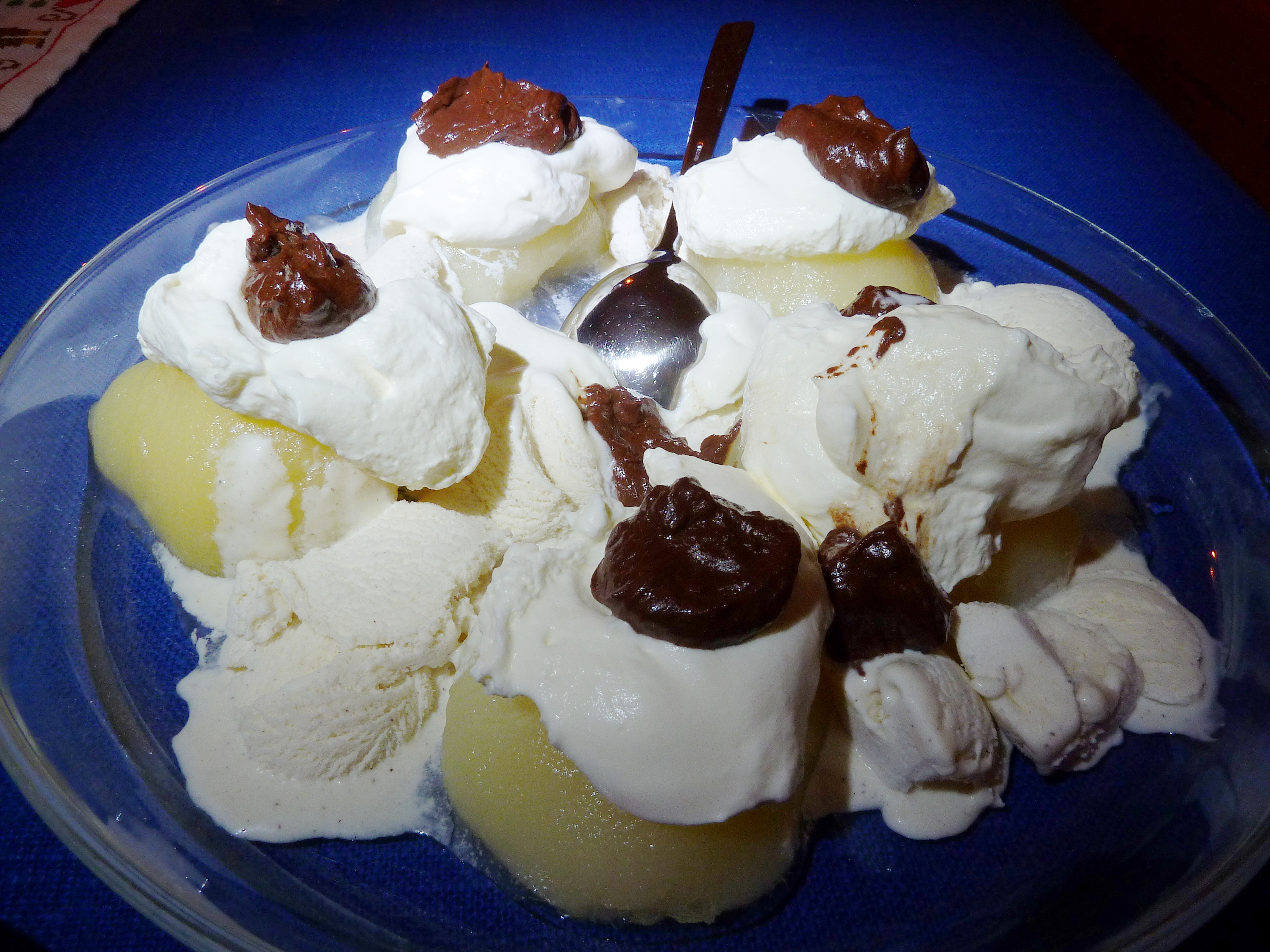
洋梨のベルエレーヌの例

洋梨のベルエレーヌ（ようなしのベルエレーヌ）、ポワール・ベル・エレーヌ（フランス語: poire Belle-Hélène）は、フランスのスイーツ。洋梨とチョコレートを使ったスイーツの代表例とされる。
洋梨のコンポートにバニラアイスを添え、温かいチョコレートソースをかけた料理。
「ベルエレーヌ」はジャック・オッフェンバックのオペレッタ『美しきエレーヌ（フランス語: La belle Hélène）』に由来する。
『美しきエレーヌ』は1864年にパリのヴァリエテ座で初演され、1870年にオーギュスト・エスコフィエによって、スイーツが考案された。